# Templo de Nuestra Señora del Rosario (Aguascalientes)
El Templo de Nuestra Señora del Rosario, también conocido como Templo de la Merced, es un edificio religioso para el culto católico ubicado en el centro histórico de la Ciudad de Aguascalientes, en la calle Venustiano Carranza esquina con Mariano Matamoros. El templo fue construido entre 1702 y 1773.

## Historia
Cerca del año 1650, llegó a Aguascalientes un religioso de la orden mercedaria, Fray Nicolás de Arteaga, por solicitud del párroco Don Pedro Rincón de Ortega. Don Pedro llegó para convertirse en director espiritual de la orden. A su arribo, propuso la creación de un colegio para enseñar escritura, lectura, gramática y la doctrina cristiana a los niños.
El 23 de abril de 1658, le es donada a los religiosos de Nuestra Señora de la Merced, un terreno para crear una hospedería, la cual tenía veintinueve 'suertes de huerta' y seis caballerizas de tierra. Ahí se realizaron un colegio y la hospedería 'La encarnación', así como una capilla primigenia que llevaba el nombre de La Merced. Fue el 25 de abril de 1665, que se obtuvo el permiso para comenzar la iglesia.
El templo fue edificado entre 1702 y 1773. En el templo hay una nota que señala que fue el 4 de mayo de 1702 cuando comenzaron las obras de edificación del templo. La dedicación del templo fue el 28 de diciembre de 1773.
Los mercedarios tuvieron bajo su custodia la iglesia, el convento y el colegio, pero esto cambió en 1859, cuando fueron expedidas las Leyes de Reforma, que terminó con la exclaustración de los religiosos. El templo estuvo administrado por el clero secular; pero en 1906 pasó a formar parte de la orden de los Dominicos, quienes cambiaron la titularidad del templo a Nuestra Señora del Rosario en 1948.

## Características
Sobresale la portada barroca de cantera, de dos cuerpos con columnas estípite adosadas y nichos. La portada del atrio posee un arco trilobulado con remate mixtilíneo, así como floreros labrados en cantera.

### Portada
La portada o frontispicio posee dos cuerpos y un remate; en ambos se aprecian cornisas que sobresalen. Posee tres calles verticales con nichos, dentro de los cuales hay tres personajes esculpidos en cantera: San Pedro Nolasco, Santa María de Cervelló, San Ramón Nonato y San Raimundo.
El acceso al templo tiene un arco de medio punto con una moldura con clave en relieve. Encima del arco hay un escusón mariano. También hay otros motivos iconográficos del Santísimo Rosario, como la Rosa Mística, el Espejo de Justicia y la Torre de Marfil.
El segundo cuerpo de la portada tiene una ventana coral con arco mixtilíneo. En la ventana hay figuras religiosas. En alto relieve, se aprecian los Cinco Señores: Jesús, al centro; a la izquierda, María y Santa Ana; y a la derecha, San José y San Joaquín.
El remate de la portada posee una trinidad labrada en altorrelieve, y también giraldas.

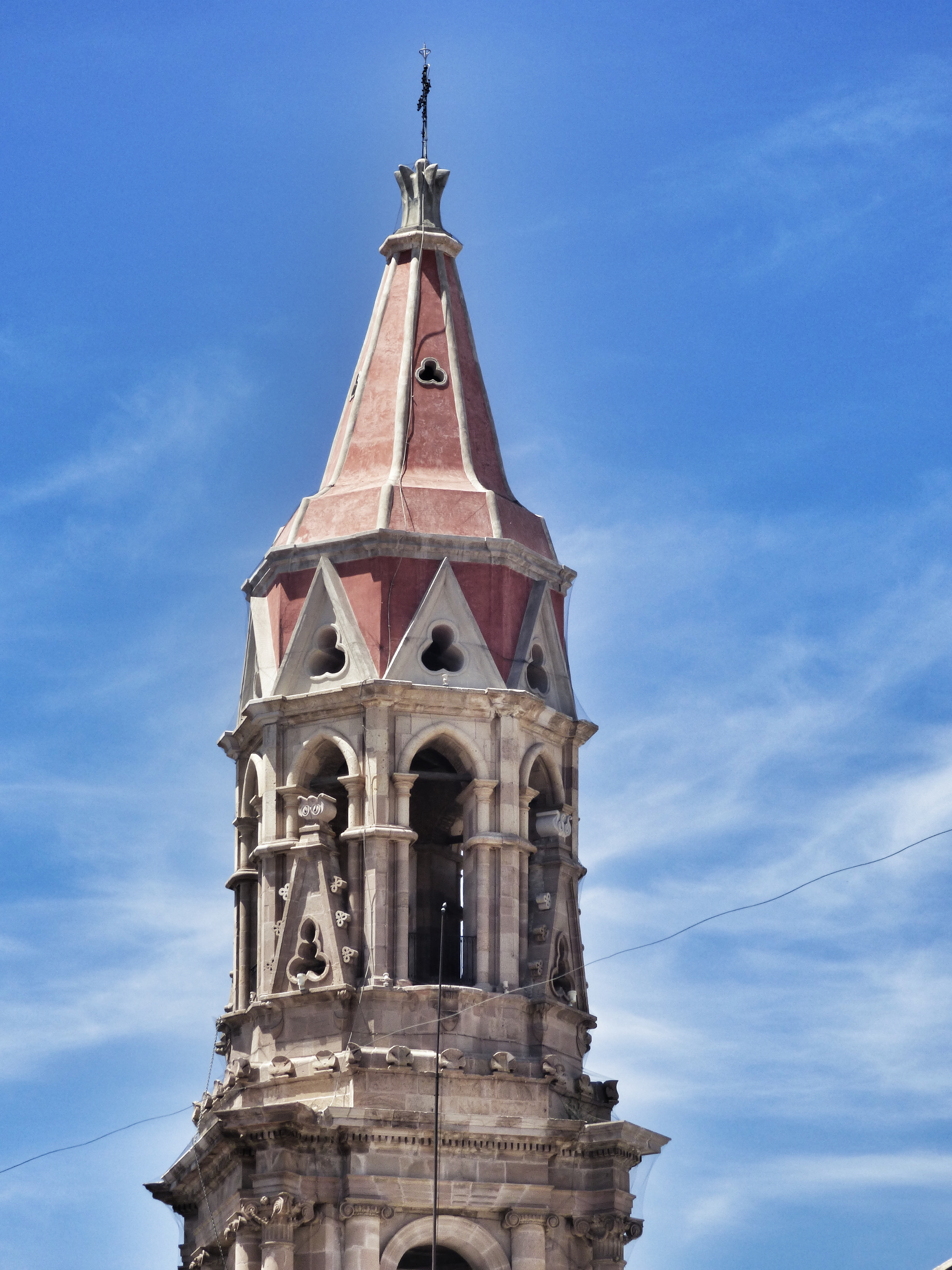
Torre del Templo de Nuestra Señora del Rosario

### Torre
La torre del templo posee dos cuerpos y un remate. En el primer cuerpo hay pilastras y columnas con capiteles. El segundo cuerpo es de estilo neogótico, en el que se aprecian arcos ojivales. La cúpula tiene en su base un anagrama dominico.

### Interior
El templo es de planta de cruz latina, con una sola bóveda. Tiene una cubierta con decoraciones doradas, así como medallones en las que están representadas imágenes de la vida de Jesús.